# Bavayia lepredourensis
Bavayia lepredourensis — вид геконоподібних ящірок родини диплодактилідів (Diplodactylidae). Ендемік Нової Каледонії. Описаний у 2022 році.

## Поширення і екологія
Bavayia lepredourensis відомі з типової місцевості, розташованої на острові Лепредур, біля південно-західного узбережжя Нової Каледонії, в затоці Сент-Вінсент. Вони живуть в сухих тропічних лісах.